# Tengeri
Tengeri (kroatisch Tengarin) ist eine ungarische Gemeinde im Kreis Sellye im Komitat Baranya. Sie ist von der Einwohnerzahl die kleinste Gemeinde des Kreises wie auch des Komitats.

## Geografische Lage
Tengeri liegt 20 Kilometer südwestlich des Komitatssitzes Pécs und 20 Kilometer nordöstlich der Kreisstadt Sellye. Nachbargemeinden sind Baksa, Siklósbodony, Hegyszentmárton, Bogádmindszent und Téseny.

## Sehenswürdigkeiten
- Glockenturm (Harangláb)
- Friedhof mit jahrhundertealten Grabstätten
- Kruzifix
- Weltkriegsdenkmal (I. és II. világháborús áldozatok emlékműve), erschaffen von Károly Vogl

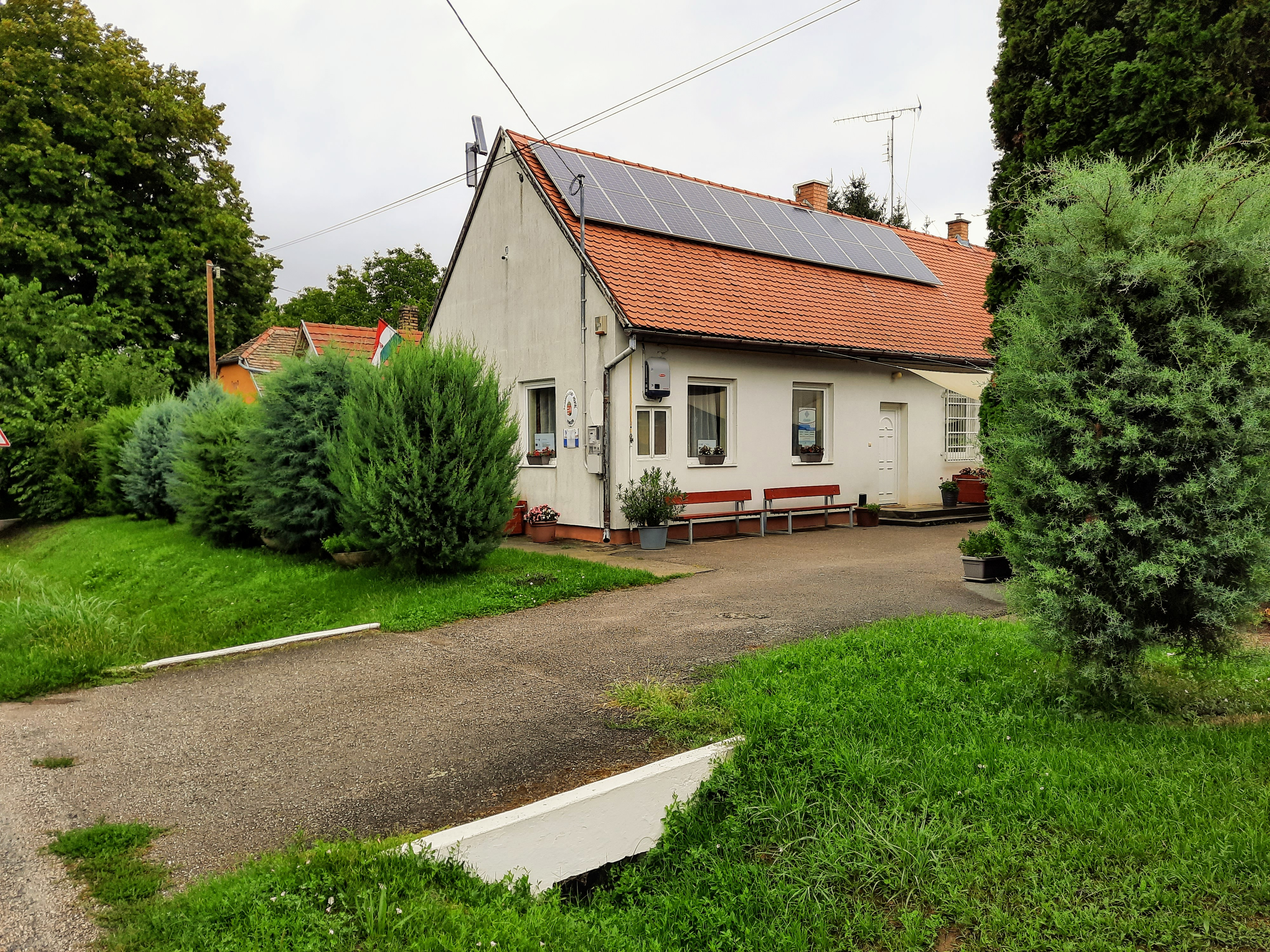
Bürgermeisteramt
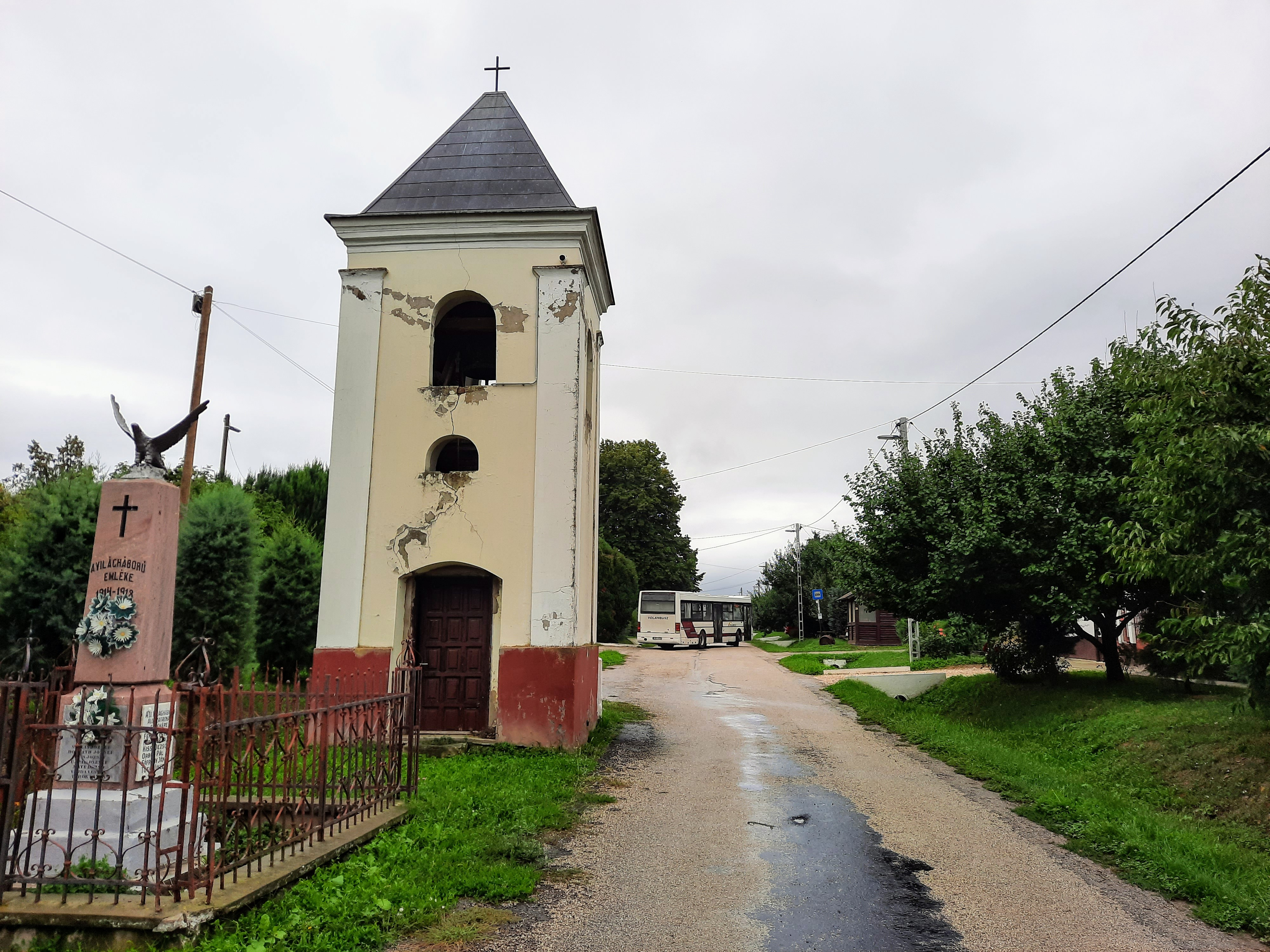
Glockenturm
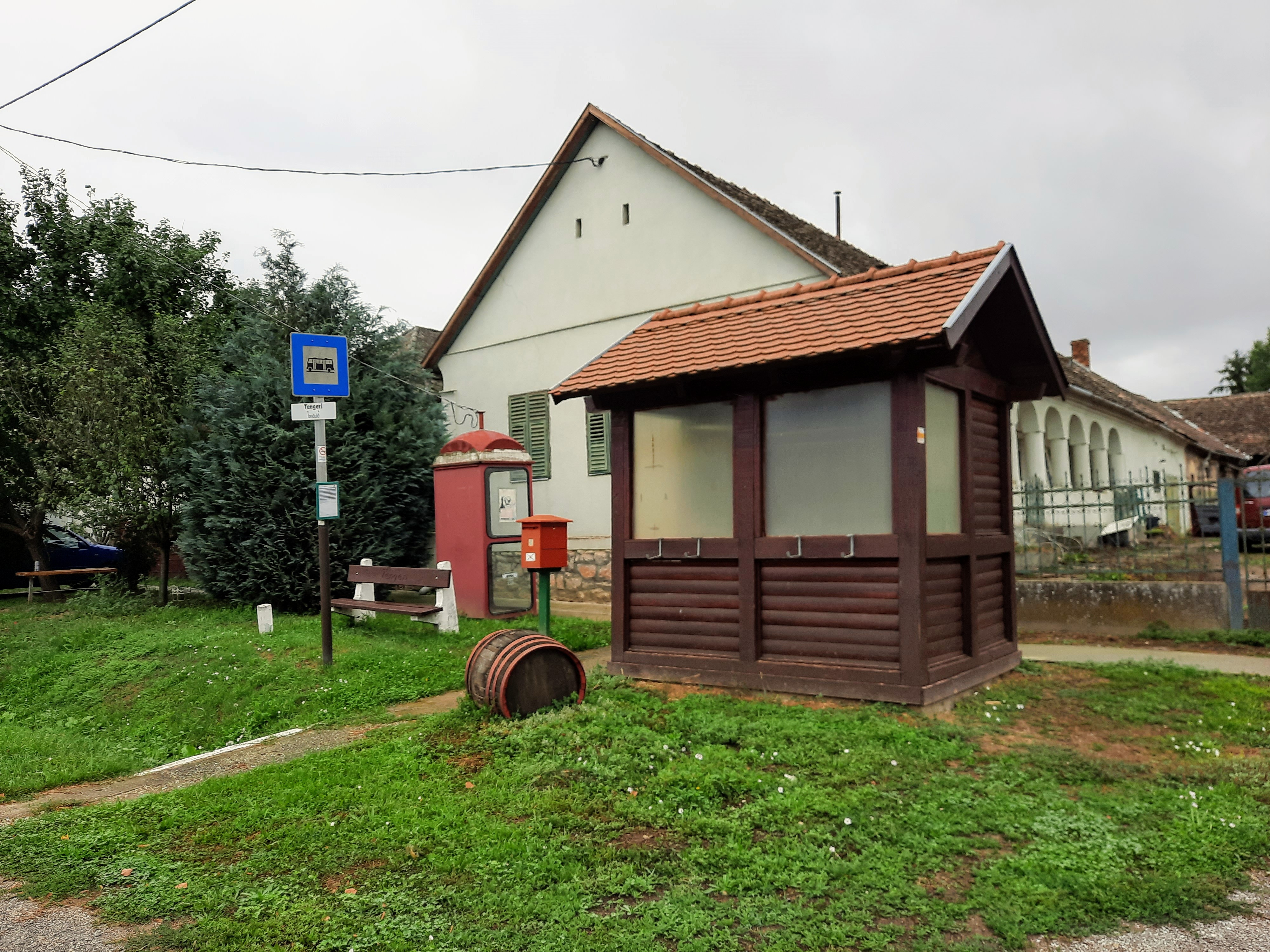
Bushaltestelle
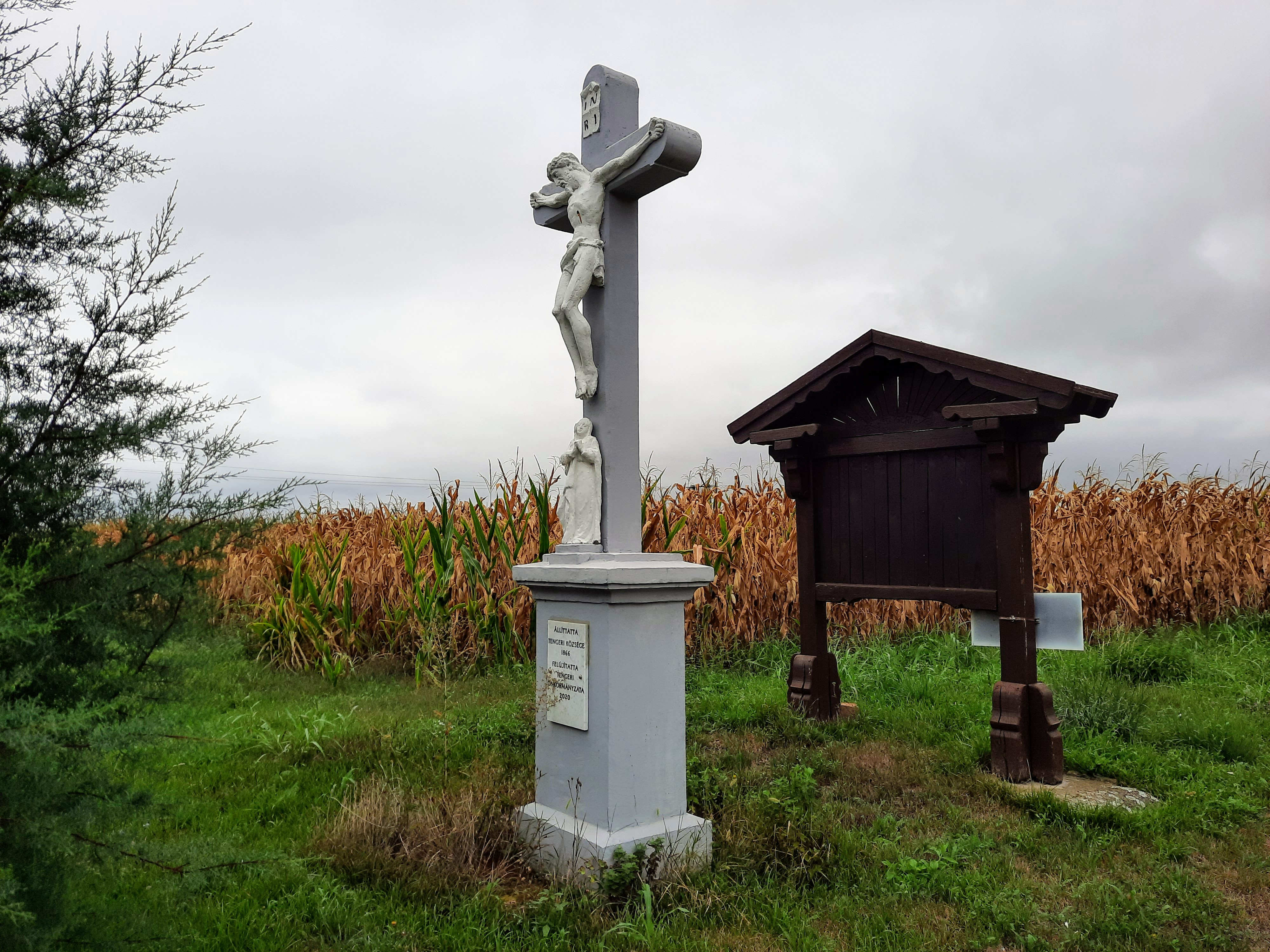
Kruzifix

## Verkehr
Tengeri ist über die Nebenstraße Nr. 58121 von Baksa oder Bogádmindszent zu erreichen. Es bestehen Busverbindungen nach Görcsöny. Die nächstgelegene Eisenbahnstation befindet sich nordwestlich in Gyöngyfa-Magyarmecske.